# Кавова кислота
Ка́вова кислота́ (3,4-діоксікорічна кислота) — ароматична органічна сполука, двоатомний фенол, негранична карбонова кислота з формулою (HO)2C6H3CH=CHCOOH. Міститься у всіх рослинах, так як є проміжним продуктом у біосинтезі лігніну.

## Отримання
- Кип'ятінням з лугом каводубильної кислоти, що знаходиться в каві;
- З протокатехового альдегіду (HO)2C6H3—COH реакцією Перкіна.

## Властивості
Кавова кислота являє собою жовті моноклінні кристали, розчинні у воді і спирті, важко розчинні в ефірі.

## Біологічна роль
Кавова кислота міститься у всіх рослинах, так як є проміжним продуктом у біосинтезі лігніну та інших біологічно активних речовин.

## Застосування
- Кавова кислота, як показують дослідження, гальмує канцерогенез, хоча за іншими даними, вона виявляє можливі канцерогенні ефекти.
- Кавова кислота також проявляє імуномодулюючу і протизапальну активність.